# Kepler-69c
Kepler-69c (auch KOI-172.02) ist ein Exoplanet, der den Stern Kepler-69 im Sternbild Schwan umkreist. Er wurde 2013 mit der Transitmethode durch das Kepler-Weltraumteleskop entdeckt.
Erste Analysen kamen zu dem Ergebnis, dass sich Kepler-69c in der habitablen Zone befinden könnte. Der Planet ist ungefähr 60 Prozent größer als die Erde und fällt damit in die Kategorie der Supererden. Weiterführende Untersuchungen legen dagegen nah, dass es sich aufgrund der geringen Entfernung zum Stern eher um eine Supervenus handelt, auf der nach heutigen Vorstellungen kein Leben entstehen kann.

## Umlaufbahn
Der Planet umkreist sein Zentralgestirn Kepler-69 im Abstand von 0,64 AE in 242,46 Tagen mit einer Bahnneigung von 89,85°. Neben Kepler-69c wurde mit Kepler-69b ein weiterer Planet entdeckt, der Kepler-69 in 13,72 Tagen umkreist.